# 行かないで (ジャック・ブレルの曲)
「行かないで」（いかないで、フランス語: Ne me quitte pas）は、1959年にベルギーのシンガーソングライター、ジャック・ブレルが書いたフランス語の楽曲。オリジナルのフランス語の歌詞で、数多くのアーティストたちにカバーされ、他の多くの言語にも訳され、歌われてきた。英語では、ロッド・マッケンの歌詞による「If You Go Away」として広く知られている。

## 背景
「行かないで」は、「ブレルの究極の古典 (Brel's ultimate classic)」とも評されている。この曲は、ブレルが愛人だった「ジズ (Zizou)」ことスザンヌ・ガブリエロとの別れの後に書かれた。ジズは、ブレルの子を宿していたが、ブレルはその認知を拒んだ。このブレルの仕打ちに、ジズはその子を妊娠中絶した。
この曲は、当時ブレルの伴奏ピアニストを務めていたジェラール・ジュアネストとの共作で書かれたが、後者の名はクレジットされず、その後もそのままでSacemにも登録されていない。この曲はフランソワ・ローベが編曲したが、ブレルは女性に歌わせることを考え、1959年1月にシモーヌ・ラングロワが45回転4曲入りのEP盤にこの曲を収録した。
ブレル自身は、この曲を1959年9月11日に最初に録音し、4枚目のアルバム『La Valse à mille temps』に収録した。このアルバムはワーナー＝シャペル (Warner-Chappell) からリリースされた。1961年、エルネスト・ファン・アルテナによるオランダ語（フラマン語）の歌詞でブレル自身が歌うバージョンが、「Laat me niet alleen」と題され、同じくオランダ語で歌われた「Marieke」のB面曲としてフィリップスからリリースされた。1972年には、この曲をタイトル曲としたアルバム『Ne me quitte pas』が制作され、ブレルはこの曲を新たに録音し直した。
1966年のインタビューで、ブレルは「行かないで」について、「ラブソング」ではなく、「男性の臆病さへ向けた賛美歌 (un hymne à la lâcheté des hommes)」であると述べ、恋人たちが互いを傷つけあいたいと望む度合いについて歌っているとしている。ブレルは、この曲をラブソングだと受け取る女性たちには悦びを与えるものであろうことは分かっているし、それは理解できることだとも述べている。
歌詞が「Moi, je t'offrirai des perles de pluie venues de pays où il ne pleut pas」と歌う部分の旋律は、フランツ・リストのハンガリー狂詩曲第6番変ニ長調の中間部、アンダンテ (Lassan) から採られている。

### フランス語によるおもなカバー
- バルバラは、ブレルの作品をカバーした1961年のアルバム『Barbara chante Jacques Brel』にこの曲を収録した[8]。
- ニーナ・シモンは、1967年に、この曲をタイトル曲にしたアルバム『Ne me quitte pas』をフランスでリリースした[9]。

## 英語版「If You Go Away」
「If You Go Away」は、1959年のジャック・ブレルの「行かないで (Ne Me Quitte Pas)」に、ロッド・マッケンの英語の歌詞を載せたものである。この作品は、ブレル作品を英語に翻訳するという大きな企画の一連の作業のひとつとして取り組まれたものであったが、「If You Go Away」は、トラディショナル・ポップ・ミュージックのスタンダード曲のひとつと見なされ、多数のアーティストたちによって取り上げられてきたが、もともとマッケンが英語の歌詞を書いたのは、グレタ・ケラーのためであったとも言われている。
ダミタ・ジョーのバージョンは、1966年に『ビルボード』誌のアダルト・コンテンポラリー・チャートで10位、Billboard Hot 100 で68位まで上昇した。テリー・ジャックスが吹き込み、1974年にリリースしたシングルは、アダルト・コンテンポラリー・チャートで29位、Billboard Hot 100 で68位まで上昇し、全英シングルチャートでは8位に達した。

### 英語によるおもなカバー
- ダスティ・スプリングフィールドは、1967年のアルバム『Where Am I Going?』にこの曲を収録した[13]。
- ウォーカー・ブラザースのスコット・ウォーカーとジョン・ウォーカー（英語版）は、イギリスに拠点を移してそれぞれソロ活動に入るとブレルの作品を歌うようになった。ジョンは、1967年にこの曲をタイトル曲にしたアルバム『If You Go Away』をリリースし[14]、スコットは、1969年にこの曲をアルバム『Scott 3』に収録した[15]。後者は、日本ではシングルも発売された[16]。

## 日本語版
- 菅美沙緒による日本語詞 - 金子由香利が「いかないで」として歌い[17]、1990年のアルバム『人生は美しい』にも収録しているほか[18]、春野寿美礼も2009年のシングル「前山にて」の2曲目に「行かないで NE ME QUITTE PAS」としてこの曲を収録した[19]。また、岩崎宏美も1979年のカバー・アルバム『恋人たち』に「行かないで」としてこの曲を収録している[20]。

- なかにし礼による日本語詞 - 戸川昌子が1975年に録音し、後には2015年の『なかにし礼と12人の女優たち』に草笛光子の歌唱が収録された[21]。

## その他の言語によるカバー

### イタリア語
- 1962年、イタリアの歌手ジーノ・パオリ（イタリア語版）は、自ら手がけた「Non andare via」と題したイタリア語の歌詞でこの曲を歌い、アルバム『Le cose dell'amore』に収録した[22]。